# Porsche 912
Porsche 912 — спортивний автомобіль, що випускався компанією Porsche в Західній Німеччині з 1965 по 1969 рік. 912 був компактним 4-місним автомобілем з мотором потужністю 90 к. с. при 5800 об/хв. Він мав кузов Porsche 911, але більш слабкий двигун від застарілої моделі Porsche 356. Витрата палива становила 7,8 л/100 км завдяки ефективному бензиновому двигуну, невеликій вазі і низькому коефіцієнту опору. Будучи модифікацією 911, одного з найуспішніших спортивних автомобілів в історії, 912 спочатку випускався у великих виробничих обсягах.
З 1965 по 1969 було випущено 30 745 одиниць Porsche 912, а в 1976 модельному році ексклюзивно для ринку США 2099 одиниць Porsche 912 E.

## Історія

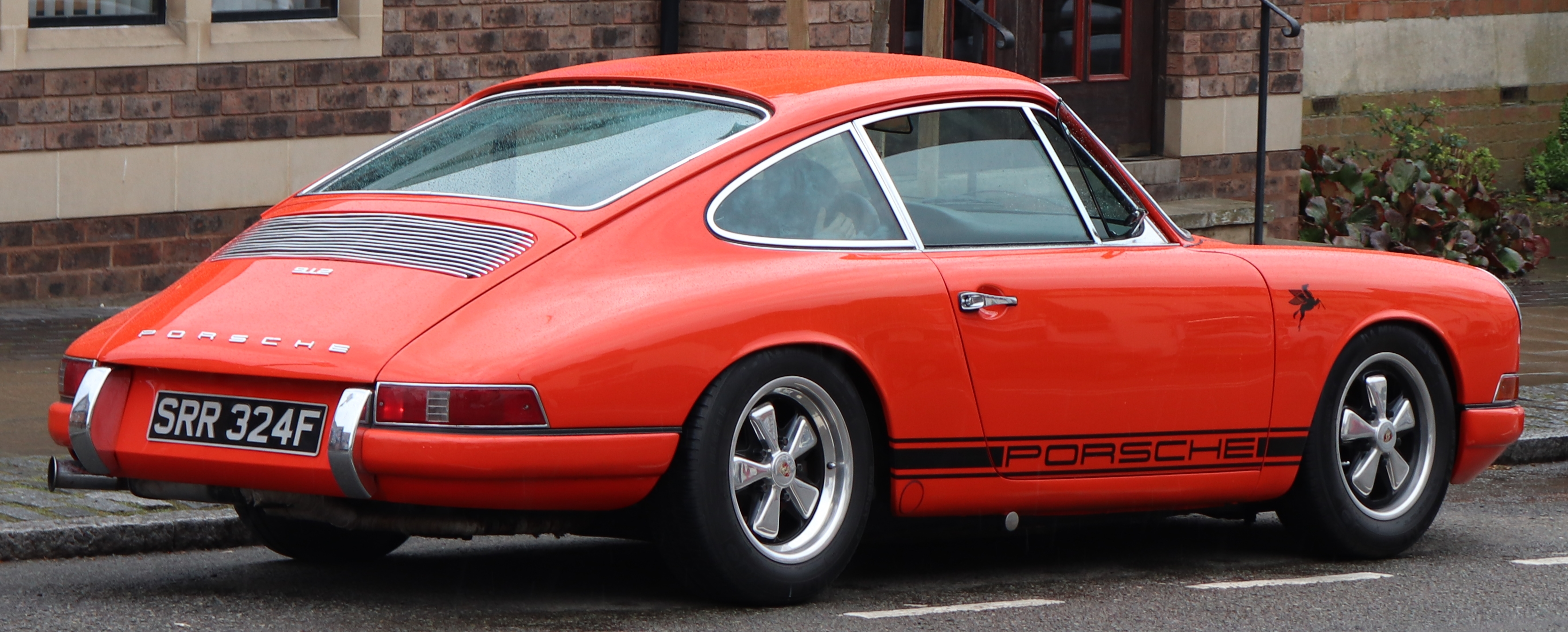
Porsche 912 1.6

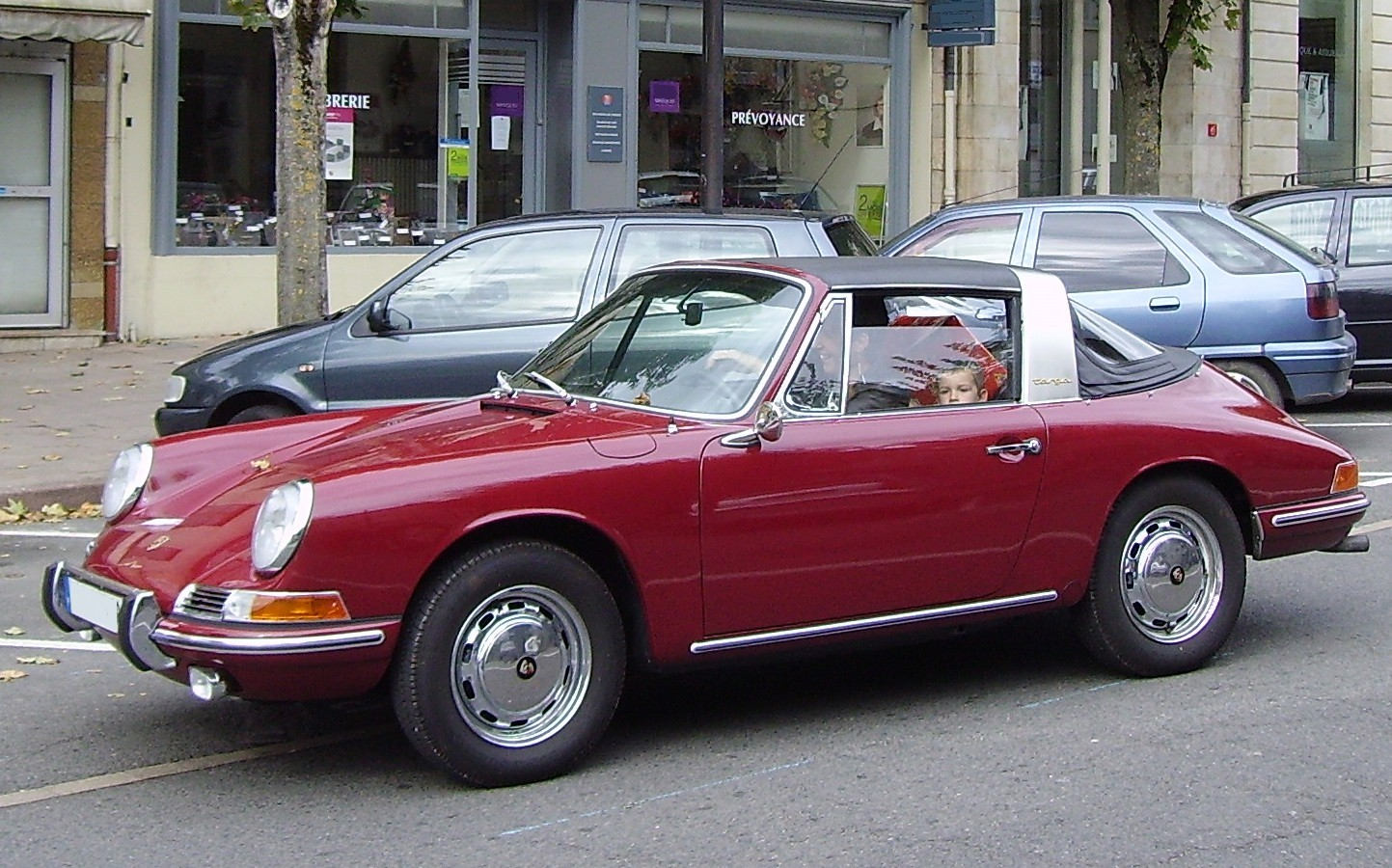
Porsche 912 Targa

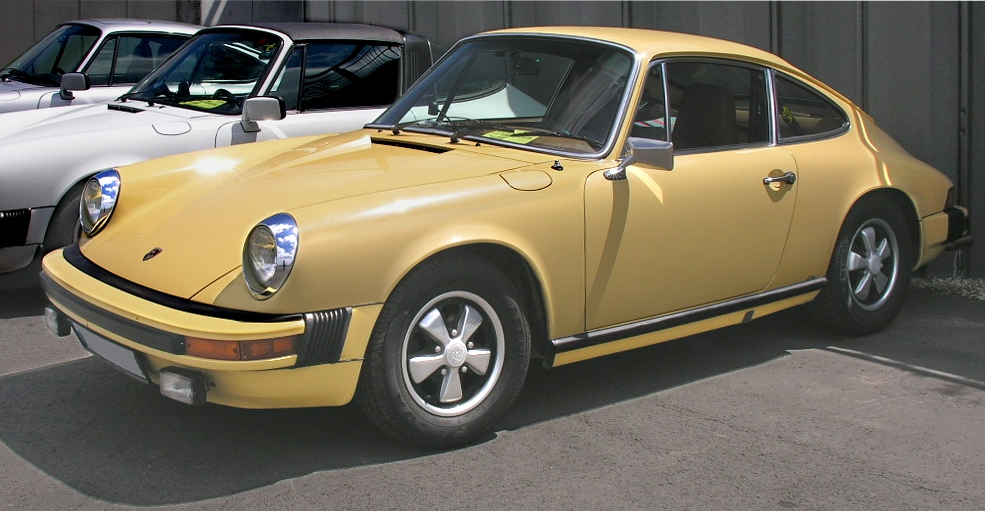
Porsche 912E

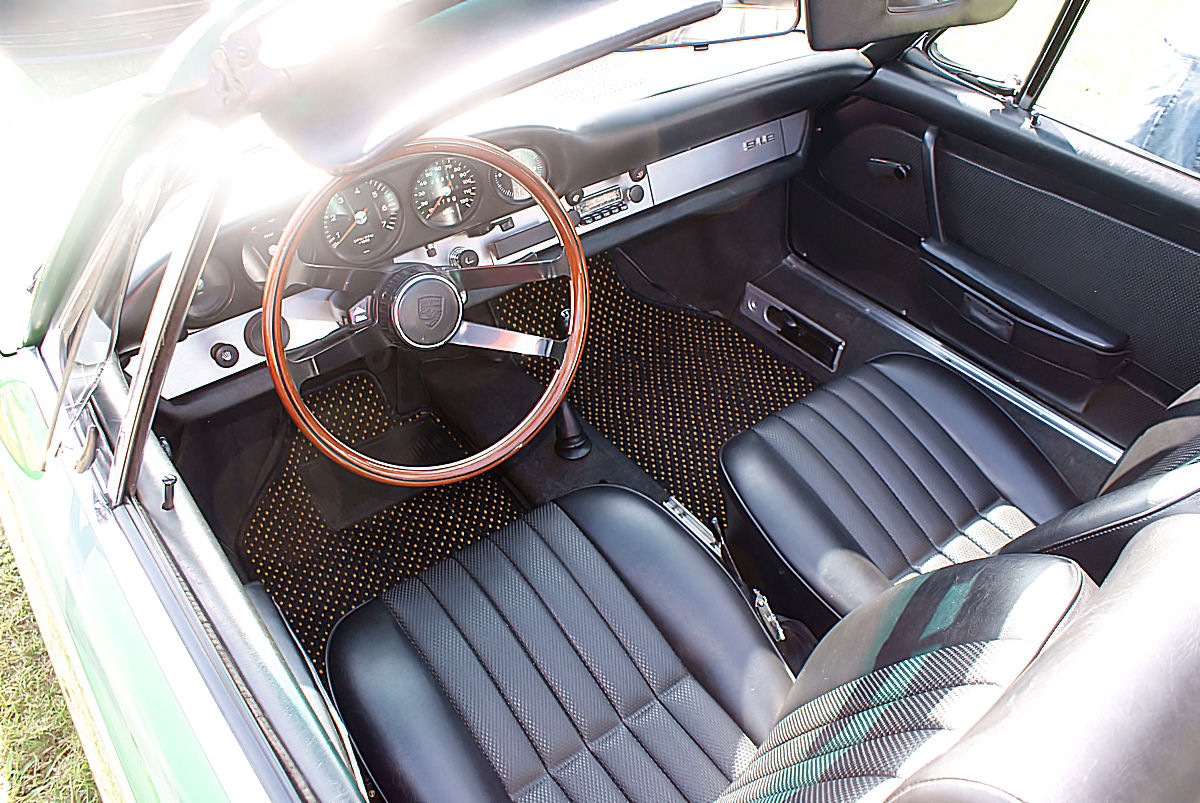

У зв'язку із стурбованістю збільшенням цін на моделі 911 і 356 і можливим зниженням популярності марки, компанія Porsche приймає рішення випустити нову модель початкового сегмента. В 1964 році інженери Porsche створюють перші прототипи 912. Побудований на шасі з використанням кузова від 911, новий автомобіль мав 4-циліндровий двигун від 356. У квітні 1965 року виробництво 356 припиняється, а на її місце в травні того ж року приходить 912. Комбінація трансмісії і кузова 911 і надійного двигуна 356 дала новій машині кращий розподіл ваги і хороші характеристики. Завдяки низькій ціні, продажі 912 перевершили 911 протягом перших років виробництва. За п'ять років було випущено трохи більше 30 тис. примірників. Моделі 912 також використовувалися поліцією різних країн Західної Європи, в тому числі модифікації з кузовом тарга (запатентований Porsche варіант кабріолета з металевою дугою в середині). У квітня 1967 року журнал Christophorus писав: «21 грудня 1966 року Porsche особливо пишається випуском 100,000 автомобіля, яким став 912 Targa, спеціально обладнаний для поліції».
Після оновлення лінійки Porsche з додаванням більш потужної 911S і менш дорогої 911T, керівництву компанії модель 912 здалася зайвою. В 1970 році модель 912 була замінена на менш дорогу 914. Однак через погіршення відносин між Porsche і Volkswagen, що спільно розробили 914, призвело до збільшення витрат на виробництво і випуск 914 був припинений в 1976 році.
Через шість років, 912 відродилася в Північній Америці під індексом 912E (заводський індекс 923) для тимчасової заміни 914, в той час, як розробка офіційної заміни — 924 — наближалася до завершення. Нові 912 мали ознаки «G-Series» моделі 911 і 2,0 л двигуни Volkswagen з повітряним охолодженням, раніше встановлюються на 914/4. Загалом, в США виготовлено 2099 екземплярів 912E, що не продавалися за їх межами.

## Двигуни
- 1.6 L Type 616/36 B4 90 к.с. при 5800 об/хв 121,6 Нм при 3500 об/хв
- 1.6 L Type 616/39 B4 90 к.с. (США)
- 2.0 L Volkswagen Type 4 H4 90 к.с. при 4900 об/хв 132 Нм при 4000 об/хв (912E)

## Автоспорт
Хоча 912 створювався для вуличної їзди, він також брав участь у ралі. Завод пропонував спеціальні гоночні комплекти, що включали стабілізатори поперечної стійкості, спортивні гальмові колодки і «мертві» педалі. У 1967 році, Porsche 912 під керуванням незалежного водія Собіслава Засідки (Sobiesław Zasada) здобув перемогу у «Європейському чемпіонаті ралі» в класі Touring.